# Cugir
Cugir (del húngaro: Kudzsir), (pronunciado en español: Cuyír) es un pueblo de Rumania ubicado en el distrito de Alba.

## Historia
A partir de 1946, la Fábrica de Armas de Cugir orientó su producción hacia los productos militares y los electrodomésticos, especialmente las lavadoras, y se convirtió en el principal productor rumano de máquinas de coser para uso doméstico e industrial. Durante la Revolución rumana de 1989, Cugir fue la primera localidad del condado de Alba y la cuarta del país donde se produjeron protestas contra el régimen comunista de Nicolae Ceaușescu, el 21 de diciembre de 1989.

## Geografía
Se encuentra a una altitud de 301 m s. n. m. a 367 km de la capital, Bucarest.

## Demografía
Según estimación 2012 contaba con una población de 28 114 habitantes.
| 1948 | 1956 | 1966   | 1977   | 1992   | 2002   | 2012   |
| s/d  | s/d  | 15 575 | 26 773 | 31 877 | 25 977 | 28 114 |